# Jake Shears
Jason Sellards, znany pod pseudonimem Jake Shears (ur. 3 października 1978 r. w Arizonie) – amerykański muzyk, wokalista i lider grupy Scissor Sisters.

## Życiorys
Dojrzewał na wyspie San Juan. Tam też uczęszczał do Friday Harbor High School, jednak od piętnastego roku życia edukację kontynuował w The Northwest School w Seattle. Następnie studiował w Occidental College w Los Angeles.
W wieku lat dziewiętnastu, odwiedzając przyjaciela w Lexington w stanie Kentucky, poznał Scotta Hoffmana (alias Babydaddy'ego), przyszłego klawiszowca i gitarzystę Scissor Sisters. Już rok później dwójka przeprowadziła się do Nowego Jorku, gdzie w 2001 roku założyli zespół.
Shears jest zdeklarowanym gejem.